# Premolo
Premolo – miejscowość i gmina we Włoszech, w regionie Lombardia, w prowincji Bergamo.
Według danych na styczeń 2009 gminę zamieszkiwały 1152 osoby przy gęstości zaludnienia 63 os./1 km².